# 名取川

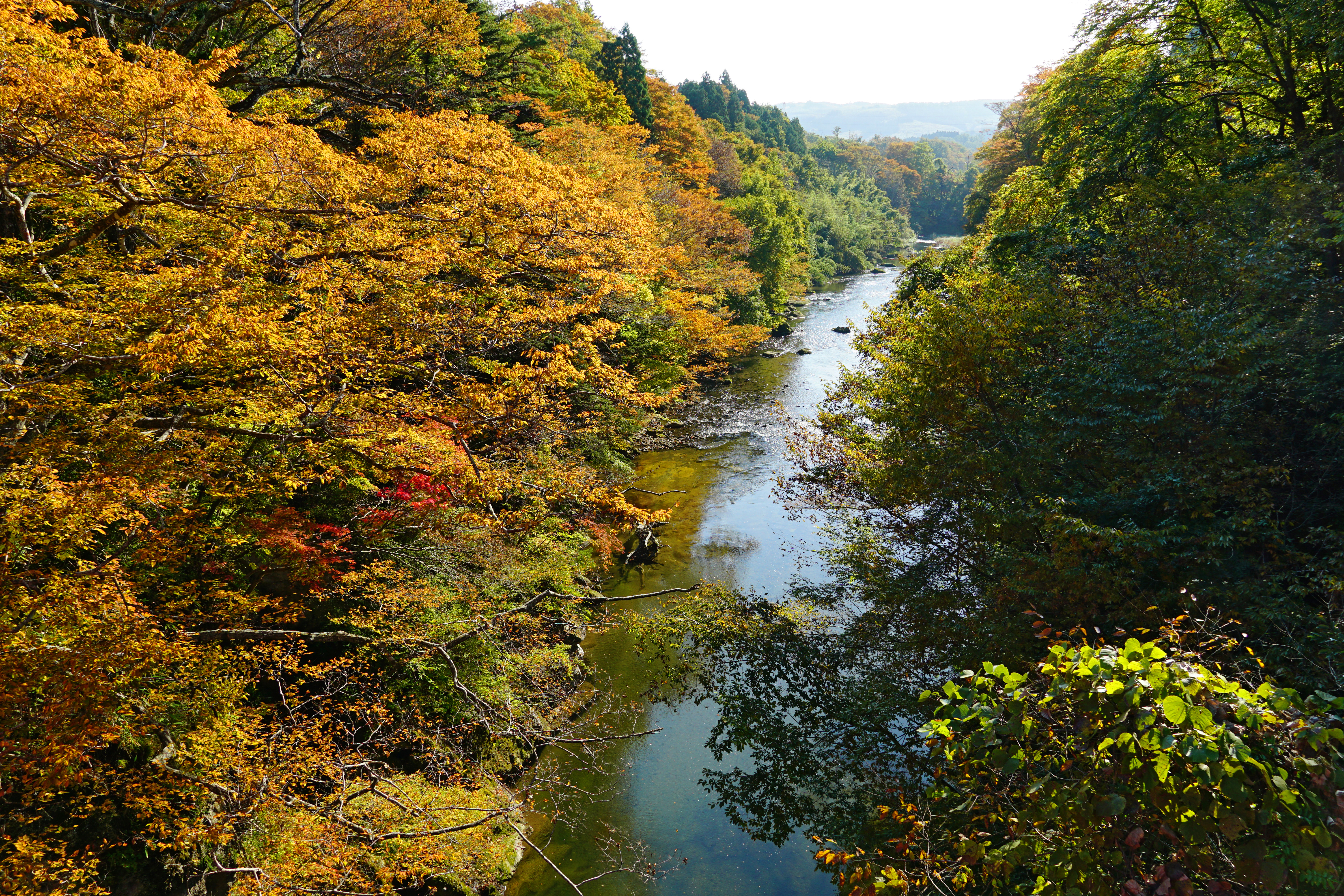
中流（秋保温泉にて、2021年10月）

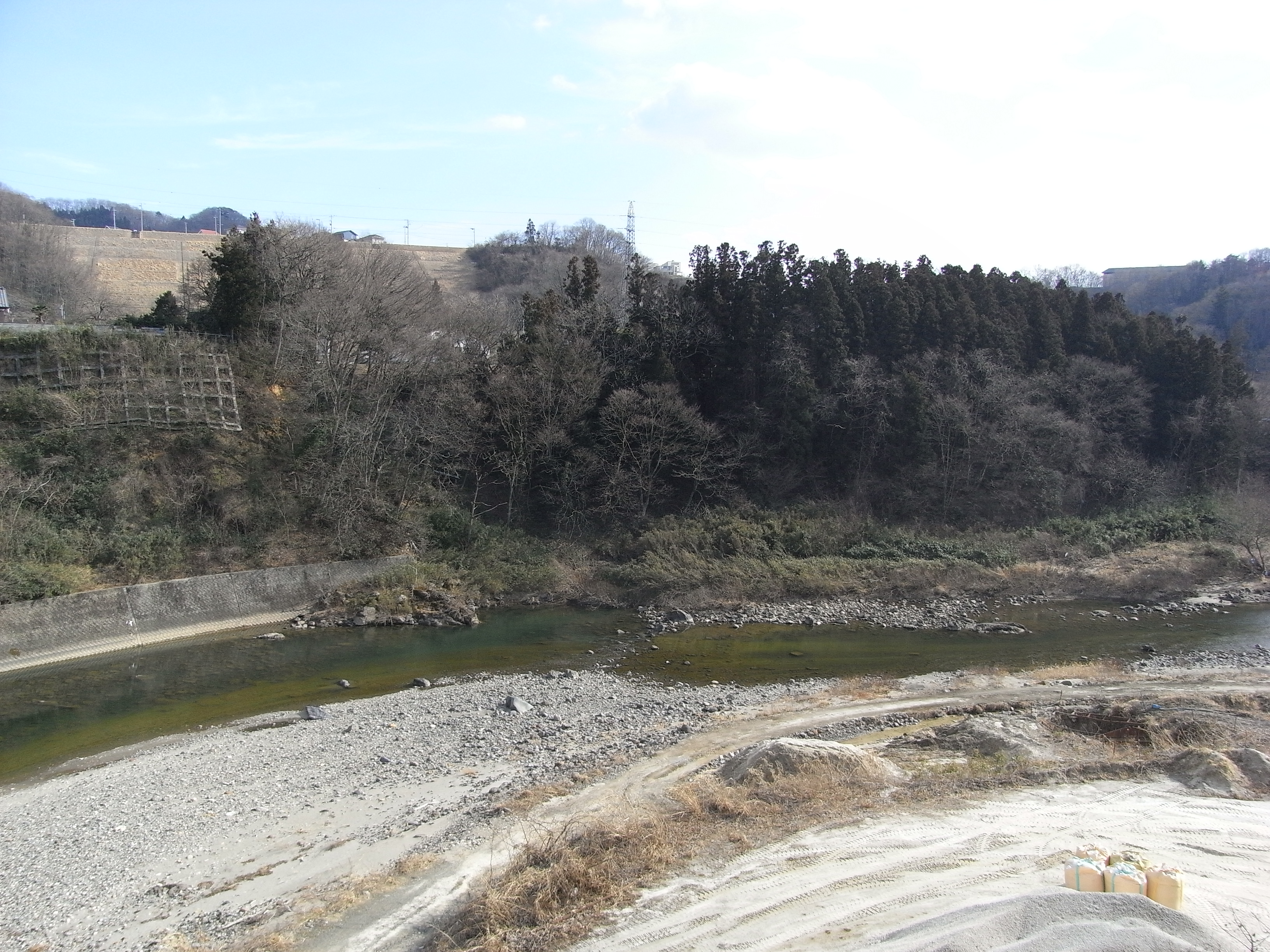
名取二号橋から（仙台市から名取市を見る、2008年2月）

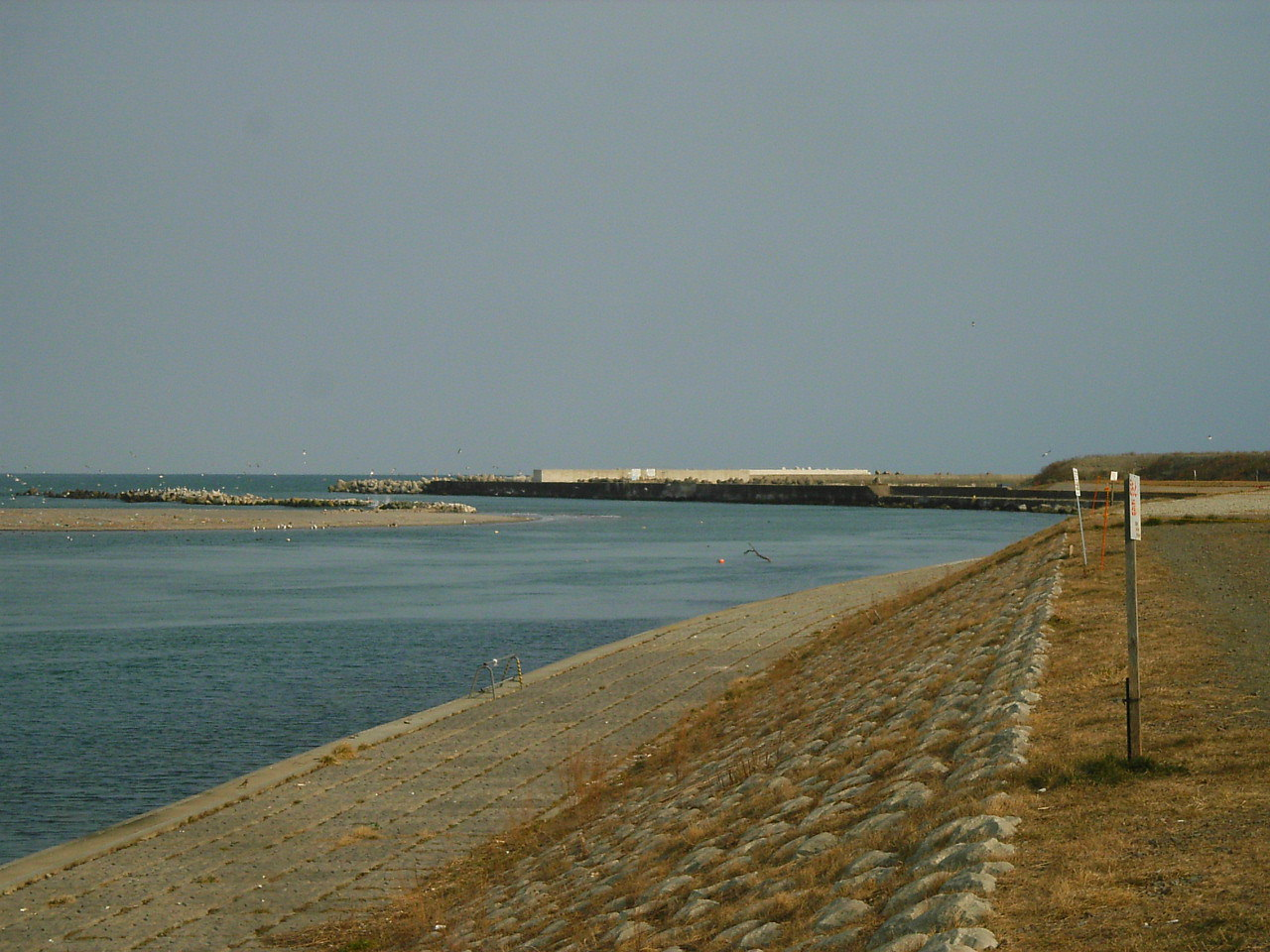
河口（名取市閖上、2005年3月）

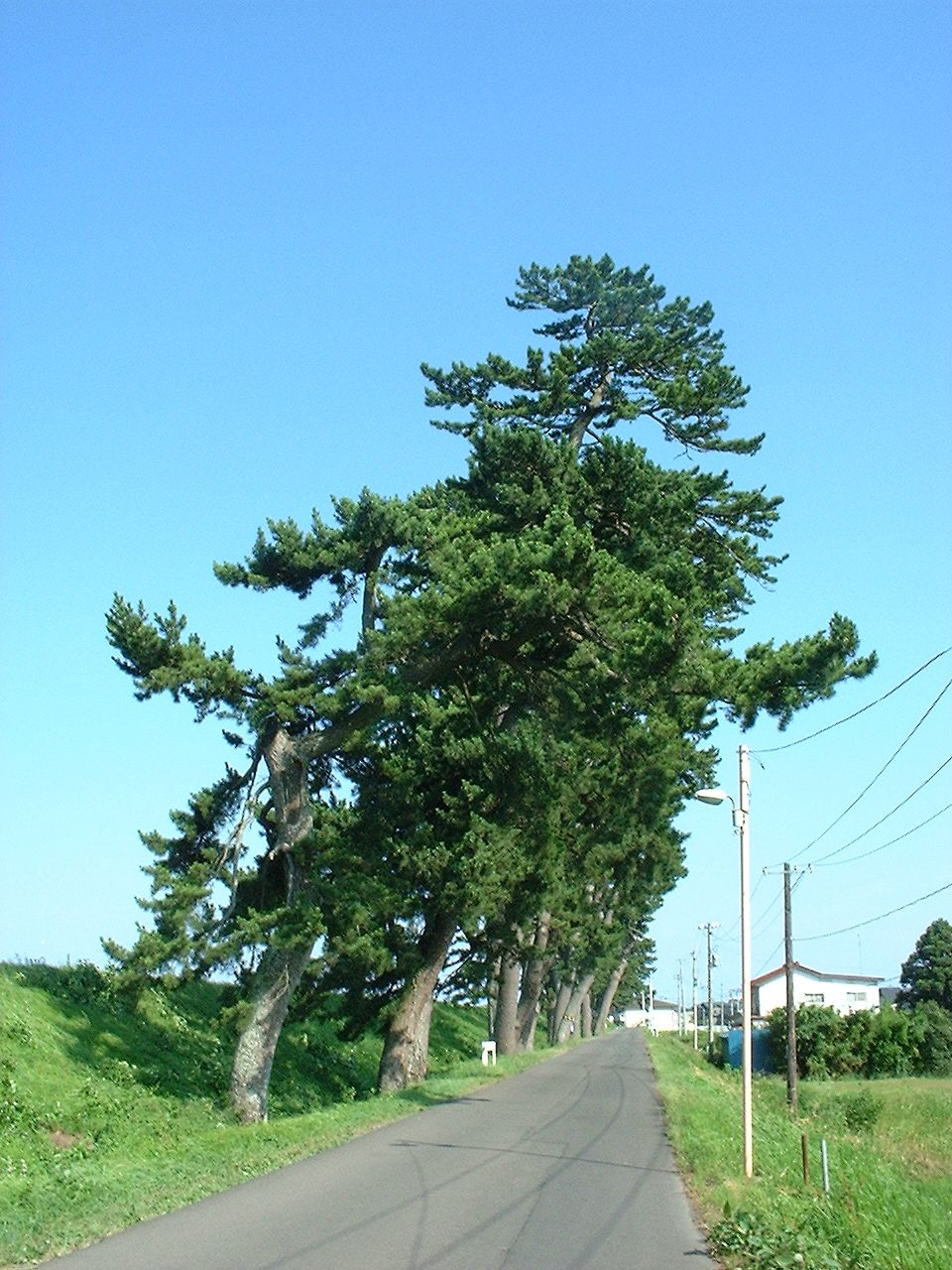
閖上の堤にある松並木「あんどん松」

名取川（なとりがわ）は、宮城県仙台市および名取市を流れ、太平洋に注ぐ一級河川。名取川水系の本流である。
歌枕として知られ、埋れ木と共に詠われてきた。

## 流路と地形
宮城県仙台市太白区西部の奥羽山脈神室岳（かむろだけ、標高1,356m）に源を発し概ね東へ流れ、太白区山田付近で仙台平野に出る。仙台市若林区日辺で広瀬川を合わせ、仙台市若林区と名取市の境界から仙台湾に注ぐ。
流域の大部分を占める仙台市南部と名取市のほか、支流碁石川の柴田郡川崎町、坪沼川の柴田郡村田町北東部の菅生、川内沢川の岩沼市北端が名取川水系の流域である。
上流域は渓谷で、二口温泉がある。秋保大滝を経てからは川にそって馬場、長袋、境野、湯元と細長い盆地が数珠繋ぎに連なる。そのうちの湯元地区にある秋保温泉は、仙台市中心部から近く人気のある温泉地である。この中流部の東側は仙台市の郊外として宅地化が進んでいる。
仙台平野を流れる下流部では、両岸に堤防が作られている。川からみた内側、居住地からみた堤防の向こう側（堤外地）では、ところどころ畑が作られているが、台風により数年に一度の頻度で大きな被害を受ける。下流部では、海から約5.5キロメートル遡ったところにある広瀬川合流点を境にして、異なる様相がある。合流点より川上での勾配は、平均約0.002で、河床は礫である。両岸の平地では宅地化が進んでいる。合流点より川下の勾配は平均約0.0003で、河床は海水面より低く、砂でできている。堤防の両岸には水田が広がる。
河口付近では貞山運河と連絡し、その下流で井戸浦に通じる。もとは南の閖上漁港と広浦にも通じていたが、今では漁港が海に出口を設けたため遮断された。河口の閖上（ゆりあげ）漁港は、中世以来の歴史を持つ港町である。

## 語源
大まかに2つの説があるが、どちらもアイヌ語が由来とされている。
- アイヌ語の「ナイトリベツ」（渓谷）に由来する。
- 昔、下流部に入江があったため、アイヌ語の「ニットリトン」（静かな海）に由来する。

## 歴史
平安時代から陸奥の歌枕の一つとして知られた。名取川を見たことがない人が「名を取る」という言葉を様々な状況にかけた歌が多いが、実景を詠んだものもある。
江戸時代には鮎（アユ）や鱒（マス）をとる漁業が盛んであった。『奥州名所図絵』は、滝を登ろうとして落ちてきた鱒をとる、という変わった漁法を紹介している。鮎は梁（やな）で大量に漁獲された。
2011年の東北地方太平洋沖地震では、巨大津波が逆流し周辺で大きな被害が発生した。NHKのヘリコプターから鉾井喬によって撮影された空撮映像は、世界的に報道され衝撃を与えた。

## 生物
上・中流部に生息する魚には、ウグイ、ハヤ、ヤマメ、アユ、マス、サケ、ウナギ、カジカ、コイがある。

## 水質
2011年（平成23年）度調査でのBOD75%値は、上流の深野橋で 0.6 mg/Lと下流の名取橋で1.8 mg/Lの間におさまった。2018年（平成30年）度には、調査した12地点のBODが深野橋から最下流の閖上大橋まで0.5から0.9mg/Lになった。

## 流域の自治体
- 宮城県
  - 仙台市（太白区・若林区）
  - 名取市

## 支流
- 本砂金川
- 碁石川 - 釜房湖（釜房ダム） - 太郎川、北川、前川
- 支倉川
- 坪沼川
- 岩ノ川
- 新笊川
- 笊川
- 広瀬川 - 新川川、大倉川、芋沢川、斉勝川
- 貞山運河
- 井土浦

## 橋梁
上流→下流の順。mg/Lで表すのは、その地点での水質基準の一つであるBODで、数値が多いほど汚れている。
- 風の洞橋 - 二口林道
- 磐司橋 - 二口林道
- 二口渓谷自然歩道木造橋（正式名称不明）
- 二口渓谷自然歩道コンクリート橋（正式名称不明）
- 昼野橋 - 宮城県道・山形県道62号仙台山寺線
- 不動滝橋
- 深野橋 - 宮城県道・山形県道62号仙台山寺線（BOD 0.6 mg/L）
- 竹之内橋 - 国道457号
- 館下橋
- 羽山橋
- 湯の橋歩道橋
- 湯の橋
- 覗橋
- 橋（正式名称不明）
- 新秋保橋
- 赤石橋　(BOD 0.8 mg/L)
- 川添橋 - 国道286号
- 生出橋 - 宮城県道31号仙台村田線
- 名取川橋 - 東北自動車道
- 名取2号橋 - 国道286号
- 名取川2号橋 - 仙台南部道路
- 栗木橋　(BOD 0.8 mg/L)
- 名取1号橋 - 国道286号
- 名取川1号橋 - 仙台南部道路
- 太白大橋 - 宮城県道258号仙台館腰線
- 名取川橋梁 - 東北新幹線
- 名取川橋梁 - 東北本線
- 名取橋 - 宮城県道273号仙台名取線（旧・国道4号陸羽街道）（BOD 1.8 mg/L）
- 名取大橋 - 国道4号（仙台バイパス）
- 名取川橋 - 仙台東部道路
- 閖上大橋 - 宮城県道10号塩釜亘理線（BOD 1.5 mg/L）

## 並行する交通

### 道路
- 宮城県道62号仙台山寺線（仙台市太白区秋保町馬場〜仙台市太白区茂庭間） - 秋保街道（二口街道）。
- 国道286号（仙台市太白区茂庭〜仙台市太白区山田間）
- 仙台南部道路（仙台市太白区茂庭〜仙台市若林区今泉間）